# Mörknäbbad regngök
Mörknäbbad regngök (Coccyzus melacoryphus) är en fågel i familjen gökar inom ordningen gökfåglar.

## Utseende
Regngökar är slanka gökar med något nedåtböjda näbbar och långa, kraftigt kilformade stjärtar. Mörknäbbad regngök är 27–28 cm lång med mestadels brun ovansida, gråaktig hjässa och ett svartaktig band över ansiktssidan som bildar en ögonmask. Undersidan är beigefärgad, med svart undersida på stjärten och en stor vit fläck vid spetsen. Näbben är svart och runt ögat syns en smal gul ögonring. Jämfört med närbesläktade arter är kombinationen av svart näbb, beigefärgad undersida och den stora vita fläcken på stjärtspetsen unik.

## Utbredning och systematik
Fågeln förekommer från Venezuelas anslutning till Guyana till Brasilien och norra Argentina samt på Galápagosöarna. Den behandlas som monotypisk, det vill säga att den inte delas in i några underarter.

## Status och hot
Arten har ett stort utbredningsområde, men tros minska i antal, dock inte tillräckligt kraftigt för att den ska betraktas som hotad. Internationella naturvårdsunionen IUCN listar arten som livskraftig (LC).